# Orlajtörék
Orlajtörék (szlovákul Malé Teriakovce) Bakostörék településrésze, 1963-ig önálló község Szlovákiában, a Besztercebányai kerület Rimaszombati járásában.

## Fekvése
Rimaszombattól 8 km-re északnyugatra, Bakostöréktől 1 km-re keletre, a Rima bal partján fekszik.
Egyike a Bakostörék községet alkotó három kataszteri területnek, területe 5,0795 km².

## Története
Vályi András szerint: "TÖREK. Bakos Törek, Orlaj Törek. 2 Tót faluk Hont Várm. Bakos Töreknek földes Urai B. Lusinszky, és több Uraságok, Orlaj Töreknek pedig Gr. Serényi Uraság, lakosaik katolikusok, és evangelikusok, fekszenek Rima vize mellett, Alsó Szkálnokkal, Felső Pokorággal, és Kis-Padári pusztával határosak; földgyeik 3 nyomásbéliek, jó mívelés után mindenféle gabonát megteremnek, jó rétekkel bővelkednek; lakosai fazekakkal is kereskednek."
Fényes Elek szerint: "Tőrék (Orlai), tót falu, Gömör és Kis-Honth egyesült vgyékben, 40 kath., 183 evang. lak., kik sok pálinkát égetnek. F. u. gr. Serényi."
Gömör-Kishont vármegye monográfiája szerint: "Orlajtörék, rimavölgyi tót kisközség, 57 házzal és 190 ág. h. ev. lakossal. Az Orlé, vagy Orlay család ősi birtoka. 1493-ban II. Ulászló Putnoky Imrének adományozza. Később a gróf Serényiek és gróf Kálnokyak lesznek az urai. A községházán őrzik a községnek 1480-ból való pecsétnyomóját. Ág. h. ev. temploma a XV. században épült. A községhez tartozó némely dűlő neve jelentőséggel látszik bírni, ilyenek a Medzi skladi do cudniho (Csudamesgye köze), Peter hradok (Pétervár) és Ljoze (Sorshuzás). A község vasúti megállóhely, de postája Gömörráhó és távírója Rimaszombat."
1910-ben 178, többségben szlovák lakosa volt, jelentős magyar kisebbséggel. A trianoni diktátumig Gömör-Kishont vármegye Rimaszombati járásához tartozott.
1963-ban Bakostörékhez csatolták Rimavarbóccal együtt.

## Nevezetességei
- Evangélikus temploma a 15. században épült gótikus stílusban. 1795-ben megújították, körítőfala a 17. században épült. Kazettás mennyezetének legrégibb képei a 16. században készültek.